# 德铁机动物流
德铁机动物流股份公司（德語：DB Mobility Logistics AG）是德国国有铁路运营商德国铁路股份公司的一个全资子公司，成立于2008年2月6日，它由原施廷内斯股份公司重命名而成。德国铁路将其所有服务领域的业务均捆绑至此。作为德国铁路私有化进程的一部分，德国铁路原计划在不影响其基础设施企业运作的情况下将部分德铁机动物流的股份出售至私人投资者，并由德国政府将继续持有该公司的所有权。其24.3%的股权原应从2008年10月27日起出售给私人投资者，然而至2008年10月9日，受到金融市场的不确定因素影响，首次公开募股被无限期推迟。

## 构成
迄今为止，已有如下德国铁路的直属子公司汇聚在德铁机动物流的名下：
- 德铁长途运输（DB Fernverkehr）
- 德铁区域运输（DB Regio）
- 德铁销售（DB Vertrieb）
- 德铁爱瑞发（DB Arriva）
- 德铁服务（DB Dienstleistungen）
- 德鐵信可（Schenker）
- 德铁汽车铁路（DB Automotive Rail，西班牙）
- 德铁餐饮（DB Gastronomie）
- 德铁磁悬浮铁路（DB Magnetbahn GmbH i.L.）[6]